# 最高の一発〜時空を超えて〜
『最高の一発〜時空（とき）を超えて〜』（韓：최고의 한방、英：Hit the Top）は、大韓民国、KBS2TVにて、2017年6月2日から7月22日まで放送されたテレビドラマ。全16回。

## あらすじ
1993年のある台風の夜、トップアイドルのユ・ヒョンジェは屋根裏部屋から一階に落ち、そのままチェ・ウスンが運転していた車にはねられる。目が覚めたヒョンジェは、病院の駐車場で自分の車を見つけて、自宅のある所属事務所＜ワールド企画＞に戻る。だが、そこには自分を覚えていないマネージャーのイ・グァンジェと、元恋人のホン・ボヒが住んでいた。同じ場所なのに変わってしまった人々に戸惑うヒョンジェ。実はヒョンジェは現代にタイムスリップしていたのだった。事故の後遺症で記憶喪失になったふりをするヒョンジェは、屋根裏部屋でウスンと友達のイ・ジフンと一緒に同居生活を始める。

## 登場人物

### ワールド企画の人々
- ユ・ヒョンジェ : ユン・シユン

1990年代の人気ダンスボーカルユニットJ2のメンバー。J2の楽曲を全て作詞作曲している。1993年から2017年へタイムスリップする 。
- チェ・ウスン : イ・セヨン

公務員準備生。イ・ジフンの名を借りて予備校へ通っている。
- イ・ジフン : キム・ミンジェ (1996年生の俳優)

アイドル練習生。スターパンチに所属している。母親や父親代わりであるイ・グァンジェに内緒で、アイドルになることを夢見ている。
- イ・グァンジェ : チャ・テヒョン

かつてのJ2のマネージャー。イ・ジフンの父親代わり。ワールド企画の社長。パン屋も経営している。
- ホン・ボヒ : ユンソナ

1994年のユ・ヒョンジェの恋人。イ・ジフンの母親。
- MCドリル : トン・ヒョンべ

アイドル練習生。スターパンチに所属している。イ・ジフンの同居人。
- イ・スンテ : イ・ドックァ

ワールド企画の元社長。芸能マネジメント協会会長。
- イ・マルスク : イ・ハンソ

イ・スンテの孫娘。

### スターパンチの人々
- パク・ヨンジェ : ホン・ギョンミン

J2のメンバー。現在は、スターパンチの社長。
- キャシー会長 : イム・イェジン

パク・ヨンジェの妻。
- MJ : チャウヌ

スターパンチ所属の人気アイドル。
- ト・ヘリ : ボナ (宇宙少女)

スターパンチ所属のアイドル。